# Місто попелу
Місто попелу (англ. City of Ashes) — друга книга у серії «Знаряддя смерті» Кассандри Клер. Це міське фентезі, що розгортається в Нью-Йорку. Роман увійшов до десятки найкращих підліткових книг 2009 року за версією YALSA.

## Передісторія
Місто попелу — є першою книгою, виданою під брендом Margaret K. McElderry у виданні Simon & Schuster. Наступна книга, «Місто скла», вийшла у березні 2009 року. На обкладинці зображена Кларисса Фрей.

## Сюжет
Клері повертається до Інституту, отримавши повідомлення від Ізабель Лайтвуд про те, що Джейс розлютив Інквізитора Імоджен Херондейл. Джейса ув’язнили у Містечку Тиші, де він має пройти випробування за допомогою Меча Душі, щоб з’ясувати, чи говорить він правду про співпрацю з Валентином. Меч є одним зі Знарядь смерті, нарівні з Чашею і Дзеркалом. Якщо Чаша створює нових Сутінкових Мисливців, то Меч примушує говорити правду. Валентин вбиває Братів Тиші, щоб заволодіти Мечем
Клері, Іззі та Алек реагують на сигнал лиха від Містечка Тиші, але прибувають запізно. Клері звільняє Джейса, використовуючи посилений варіант руни відкриття, що з’являється їй у момент паніки. Інквізитор прибуває з озброєними Сутінковими Мисливцями й звинувачує Джейса в тому, що він допомагає Валентину.
Магнус Бейн, якого викликав Алек, пропонує залишити Джейса у себе в квартирі, поки вони з іншими намагаються з’ясувати плани Валентина. Магнус та Алек стали близькими, навіть ходили на побачення, як описано у «Хроніках Бейна».
Королева Сілі запрошує Джейса до свого двору, щоб обговорити можливу допомогу у боротьбі з Валентином. Разом із Саймоном, Іззі і Клері вони намагаються переконати її, але королева не дає обіцянок, натомість натякає, що їхній двір знає таємниці, зокрема, що Джейс і Клері — експерименти їхнього батька. Збентежена група вирішує піти, проте Клері випадково з’їдає фейрі-їжу і може покинути двір лише, поцілувавши того, кого бажає найбільше. Саймон пропонує себе, але королева натякає, що він не є тим, кого Клері найбільше прагне. Клері наважується на поцілунок із Джейсом, і, хоча це боляче для Саймона, він звільняє її, підтверджуючи, що Джейс є тим, кого вона бажає найбільше. Повернувшись, Джейс і Клері визнають свої почуття, проте їхній зв'язок залишається під питанням через те, що вони родичі.
Пізніше Саймон майже помирає від укусу вампіра, і його кров зливається з вампірською. Після поховання Саймон перетворюється на вампіра, а Клері, схвильована через його новий стан, віддаляється від Джейса. Коли вони обговорюють, як повідомити матері Саймона про його стан, Маія, перевертень, прибуває з важкими пораненнями. Її лікує Магнус, а Льюк виходить перевірити наявність демонів назовні, де зазнає нападу.
Клері і Джейс борються з демонами, а Клері рятує всіх за допомогою руни, яка, за її словами, просто прийшла їй на думку. Інші сумніваються, адже нові руни створюють тільки ангели. Клері наважується створити руну «Безстрашності» і випробовує її на Алекові, який зізнається батькам, що зустрічається з Дауноулдером, хоча так і не називає Магнуса.
Джейсу вдається викрасти мотоцикл і зустрітися з Валентином, який пропонує йому захист, якщо той приєднається до нього в Ідрісі. Наступного ранку Інквізитор знову заарештовує Джейса, плануючи обміняти його на Меч, але Джейс попереджає, що це не спрацює.
Пізніше Валентин викрадає Майю і Саймона. Джейс рятує їх, передавши Саймону свою кров, після чого Інквізитор помічає у Джейса зіркоподібний шрам і робить висновки про його батьків. Вона жертвує собою, захищаючи Джейса від демона.
Зрештою Валентин викрадає Клері й погрожує їй Мечем. Джейс і Саймон визволяють її, а Валентин зізнається, що знав про почуття Джейса до Клері. Клері створює руну, яка руйнує корабель Валентина, рятуючись із річки завдяки фейрі. Саймон дізнається, що тепер він «Дейлайтер» — вампір, стійкий до сонячного світла. Після розмови з Льюком Клері вирішує зізнатися Джейсу у своїх почуттях, але Джейс повідомляє, що хоче залишатися лише її братом, що розбиває їй серце.

## Персонажі

### Мисливці
- Кларисса Адель "Клері" Фрей: Здавалося б, звичайна людина, Клері відкриває для себе прихований світ Шедоухантерів (мисливці за тінями) — надприродних істот, які борються з демонами. Вона дізнається, що також є однією з них, її батько — сумнозвісний злочинець Валентин Моргенштерн, а її близький друг Джейс — і Шедоухантер, і її брат. Це відкриття перевертає її життя, змушуючи прийняти новознайдені сили та зіткнутися з темрявою, що оточує її родину.
- Джонатан Крістофер "Джейс" Вейланд: Джейс, син головного антагоніста Валентина Моргенштерна, стикається з доленосними відкриттями про свою сім’ю і свої почуття до Клері, яка, як виявляється, його сестра. Він постає перед вибором між своїм обов'язком як Шедоухантера і прагненням зрозуміти власну ідентичність.
- Олександр Гідеон "Алек" Лайтвуд: Алек, будучи Шедоухантером, змушений боротися із своїми почуттями, адже його кохання до чаклуна Магнуса Бейна заборонене у суспільстві. Це ускладнює його зв’язки з родиною і парабатай Джейсом, у якого є почуття до Клері.
- Ізабель Софія "Іззі" Лайтвуд: Ізабель — сильна й запекла Шедоухантерка, яка часто бунтує проти авторитетів. Вона є комплексною особистістю з чітким почуттям обов'язку, поєднаним із незалежністю.
- Валентин Моргенштерн: Довгий час вважався мертвим, але тепер повернувся, щоб знищити як Шедоухантерів, так і істот Підсвіту. Його навички й харизма роблять його небезпечним ворогом.
- Джоселін Фрей: Мати Клері, яка впала в магічну кому, щоб захистити доньку від Валентина і не дозволити йому скористатися Чашею Шедоухантерів.
- Маріз Лайтвуд: Меріс, наївна, як дитина, зовсім не підозрює про загрозу, яка насувається.
- Роберт Лайтвуд: Клері, як Шедоухантер, змушена тікати від своїх і від істот Підсвіту, оскільки відчуває себе винною і шукає прощення. Вона бажає захисту, але її дії змушують її шукати притулок і прощення.
- Макс Лайтвуд: 19-річна Джоселін, найстарша дитина, приховує похмуру таємницю.
- Імоджен Херондейл: Інквізиторка, яка прагне помсти й прибула до Нью-Йорка, щоб розслідувати справу сина Валентина.

### Мандени
- Саймон Льюїс: Незграбний, але відданий друг Клері, Саймон слідує за нею в світ Шедоухантерів через свої почуття до неї.

### Істоти Підсвіту
- Магнус Бейн: Верховний чаклун Брукліна, який вирішує допомогти Конклаву через Алека.
- Люк Гервей: Колишній парабатай Валентина, який став перевертнем, близький друг Джоселін, що допомагав виховувати Клері.
- Майя Робертс: Член нью-йоркської зграї перевертнів Лука.
- Рафаель Сантьяго: Лідер вампірського клану Нью-Йорка.
- Королева Сілі: Королева двору Сілі (фейрі).
- Меліорн: Особистий лицар і радник королеви, який колись мав зв'язок із Лайтвудами.

## Відгуки
Duluth News Tribune назвали Місто попелу "захопливим". School Library Journal порівняв роман з хорошим фільмом про вампірів-перевертнів. Kirkus Reviews оцінили книгу позитивно, хоча попередили, що тематика інцесту може здаватися деяким читачам занадто тривожною. Common Sense Media дали книзі чотири зірки, зазначивши, що вона є "захопливою", але застерегли батьків щодо присутності насилля й тематики можливого інцесту. Журнал Seventeen дав позитивний відгук, назвавши книгу "розумною, веселою та романтичною".

## Скасована екранізація
Фільм, заснований на другій книзі серії «Знаряддя смерті» під назвою «Місто попелу», планували зняти 2014 року, але його скасували.